# 성거산 천흥사명 동종
성거산 천흥사명 동종(聖居山 天興寺銘 銅鍾)은 고려시대의 동종이다. 1993년 9월 10일 대한민국의 국보 제280호로 지정되었다.

## 개요
충청남도 천안시 성거읍 천흥리에 있던 천흥사는 고려 태조 4년(921)에 창건되었다가 조선시대에 폐사되어 지금은 그 터만 남아 있다. 이 동종은 현재 국립중앙박물관에 소장되어 있으나 1969년 7월 이전에는 옛 덕수궁미술관의 소장품이었다.
이 동종은 고려 범종 가운데 신라 범종의 양식을 가장 충실히 계승하였으나 부분적으로는 고려 종의 새로운 양식이 나타나고 있다. 동종의 모습은 위에 고리 역할을 하는 용뉴(龍鈕)가 있고 그 아래로 몸체가 있다.
용뉴는 한 마리의 용이 여의주를 물고 있는 모습으로 표현되었는데, 신라 범종의 용보다 고개를 더욱 위로 올린 모습을 하고 있다. 용의 등위에는 대나무 모양의 음통(音筒)이 있는데, 역시 신라 범종의 음통 형식과 유사하게 5단으로 구분되어 있고 각각 꽃무늬가 장식되었다. 그 가운데서도 최상단의 제1단과 중간 부분의 제4단, 그리고 제2단과 제5단 등은 각각 동일한 문양대로 장식하였으나 중앙의 3단만은 다른 문양으로 처리하여 변화를 준 것이 주목된다. 용뉴의 가장자리인 천판(天板)에는 연꽃무늬를 돌렸는데 역시 신라 범종에서 보이는 모습과 비슷하다.
종신(鐘身)의 아래와 위에는 구슬무늬로 테두리를 한 너비 10cm 정도의 띠를 두르고, 그 안에 모란문(牧丹紋)과 인동문(忍冬紋)으로 안을 채워 넣었다. 상대(上帶) 바로 아래의 네 곳에는 사각형 유곽(乳廓)을 만들었는데, 각각의 유곽 안에는 연화좌(蓮華座)를 양각하고 그 위에 9개의 유두(乳頭)를 별도로 만들어 붙여 놓았다. 그런데 현재는 유두 일부분이 떨어져 나갔다. 연화좌와 유두가 9개인 것은 불교에서 말하는 구천(九天)을 상징한다고 알려져 있다.
유곽 아래에는 종을 치는 부분인 당좌(撞座)를 원형(圓形)으로 두 곳에 두었고, 그 테두리는 구슬무늬와 연꽃무늬로 장식하였다. 이 같은 당좌 형식은 신라 범종의 당좌에서 보이는 형식을 이어받은 것이다. 또한 당좌 사이에 2위의 비천상(飛天像)을 둔 것은 신라적 양식으로 볼 수 있으나, 비천상의 위치를 서로 대각선상에 배치한 것은 신라 범종과는 확실히 다른 모습이다. 그리고 종신에 여백을 많이 둔 것은 중국·일본 동종과 다른 한국 종만의 특징이라고 할 수 있다.
유곽 바로 아래에는 위패형(位牌形)을 양각하여 구획을 설치하고 그 속에 두 줄의 명문을 양각으로 다음과 같이 새겨 넣었다.
'聖居山天興寺鐘銘 統和二十八年庚戌二月日'
이것은 이 범종을 봉안한 사찰과 만든 시기를 적은 것이다. 그런데 이렇게 위패형 안에 명문을 양각하는 수법은 통일신라시대에서는 나타나지 않는 새로운 방식이다. 명문 가운데 '통화(統和)'는 중국 요(遼)의 연호로서, 고려 현종 원년(1010)에 해당한다. 그리고 성거산은 충남 천안시 서북구 성거읍에 있는 산이며, 천흥사는 고려 태조와 깊은 인연이 있는 사찰이다.
현재 국내에 남아 있는 고려시대 범종 가운데 가장 커다란 종으로, 전체적으로 단정하면서도 세련된 기법이 보인다. 이 같은 제작기법이나 양식으로 볼 때 고려 범종을 대표하는 우수한 작품이라고 할 수 있다.

## 사진

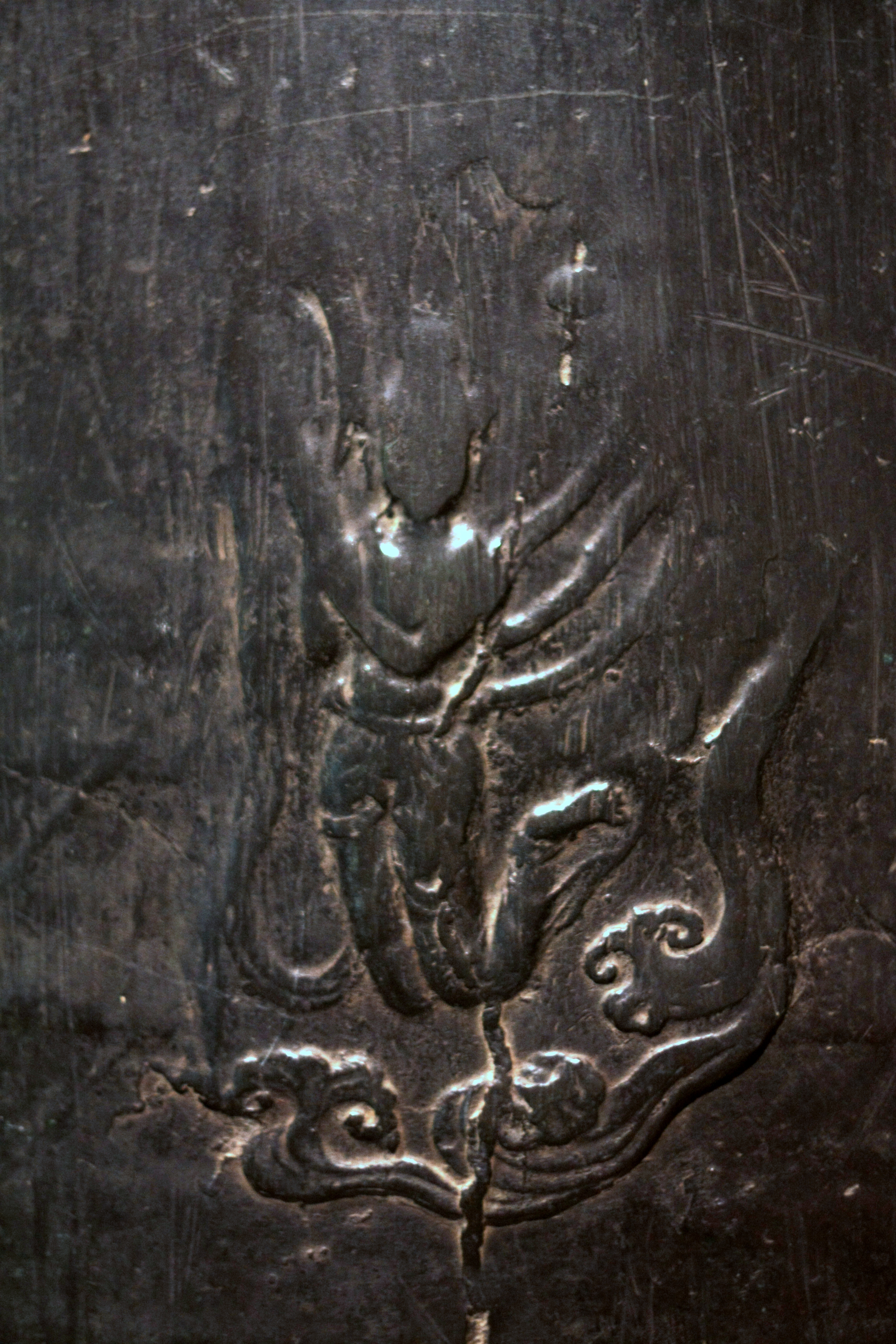
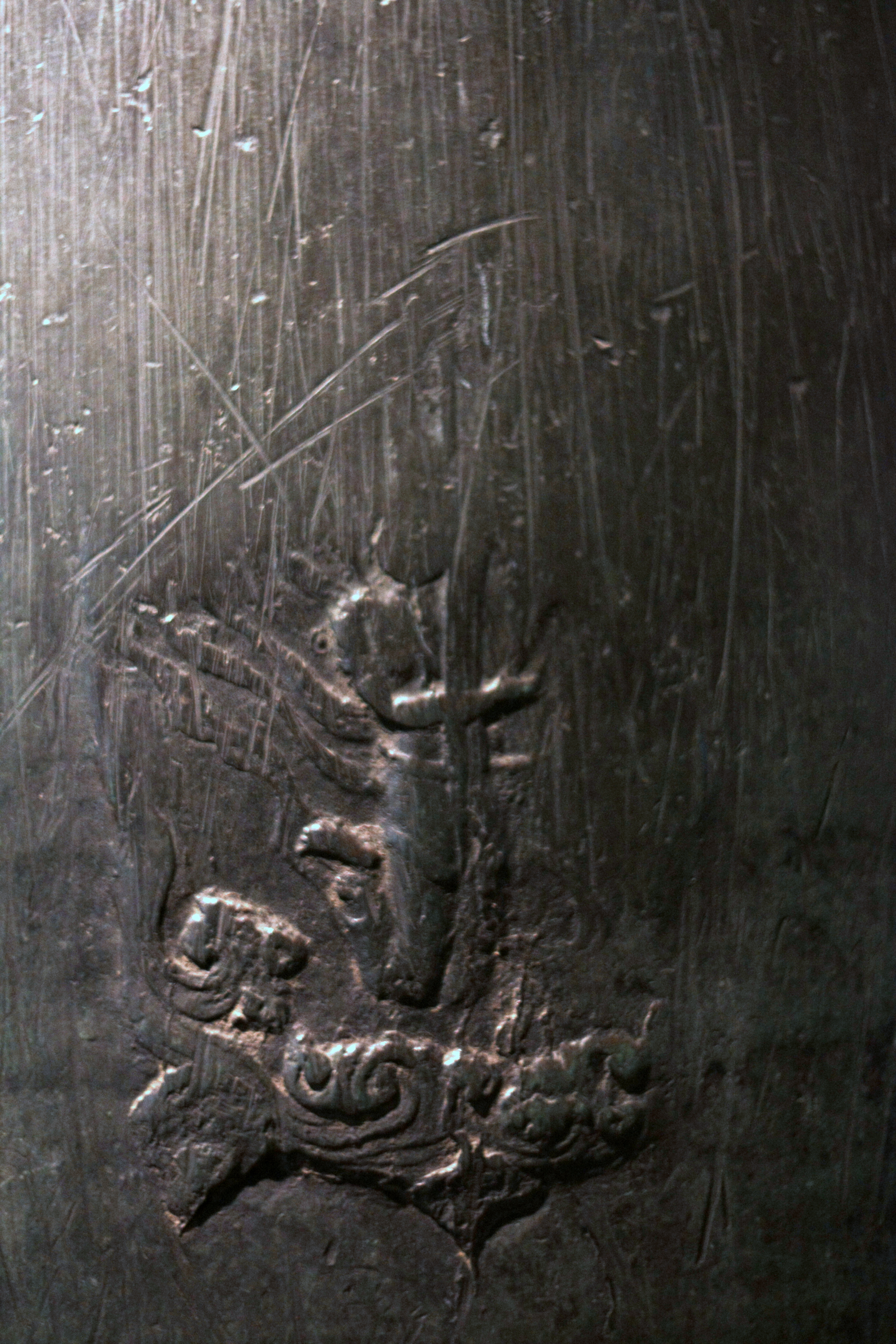
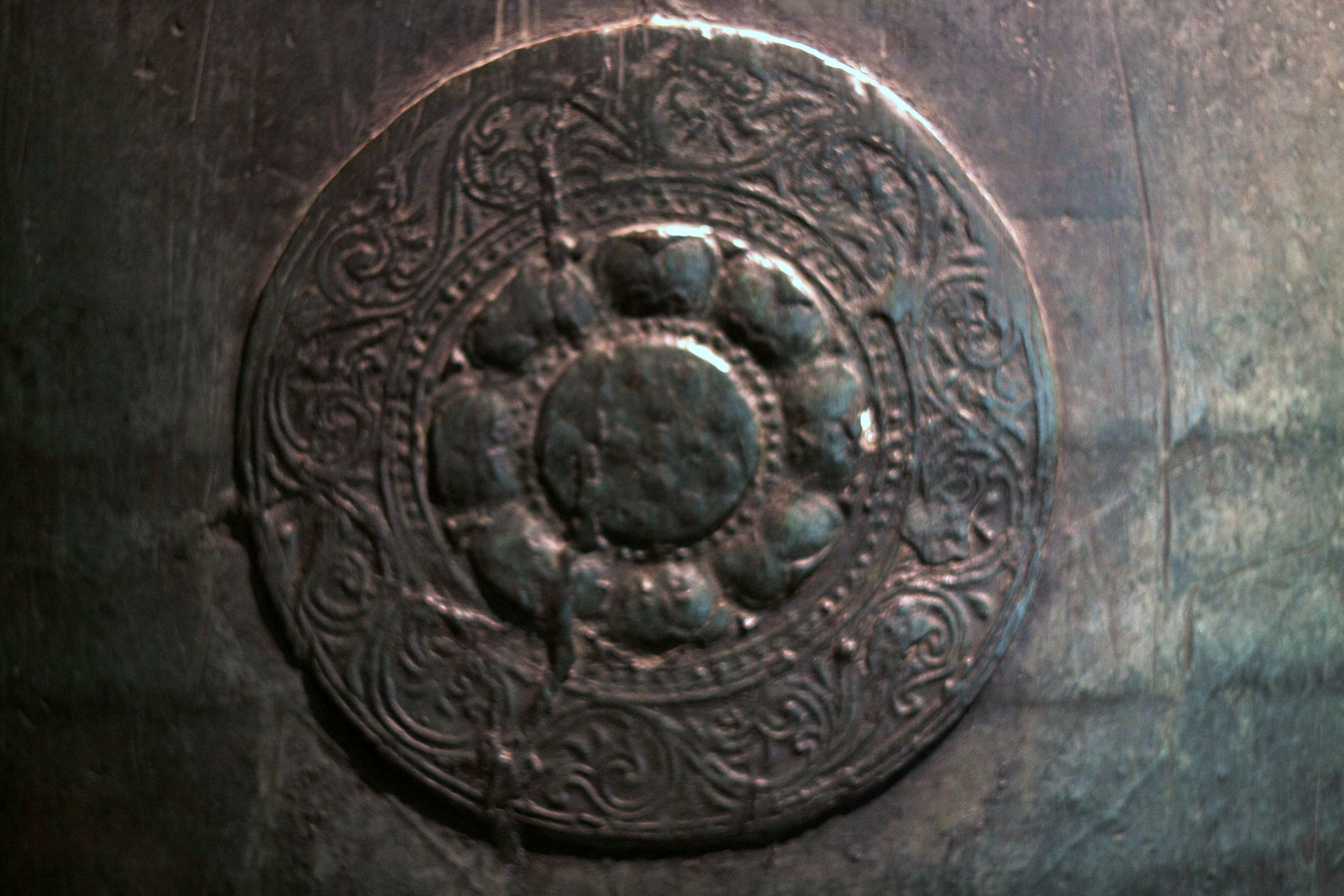
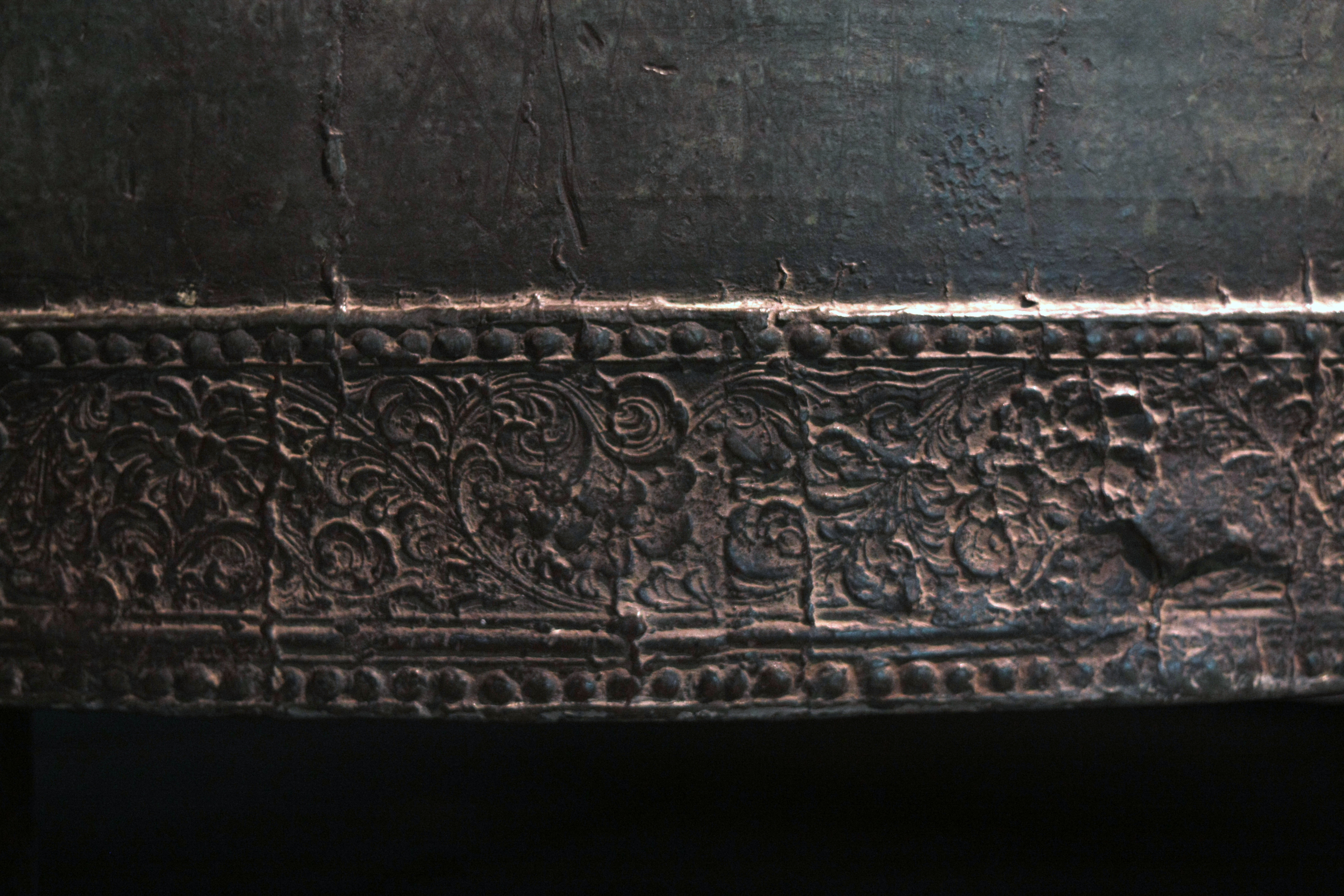
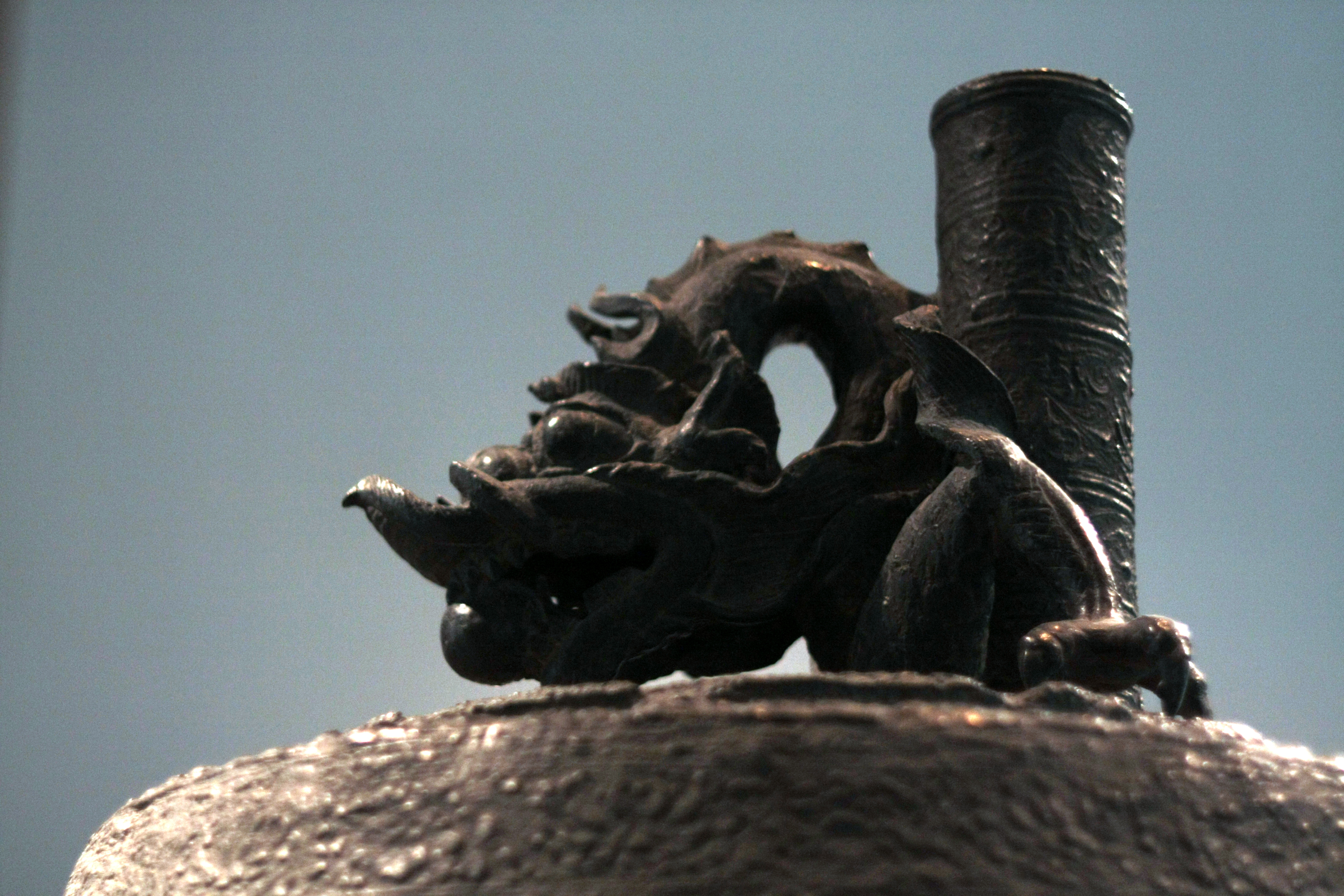

## 같이 보기
- 한국의 문화
- 성덕대왕신종
- 화성 용주사 동종
- 상원사 동종